# 北重人
北 重人（きた しげと、1948年1月3日 - 2009年8月26日）は、 山形県酒田市生まれの小説家。建築士造園家。本名、渡辺 重人（わたなべ しげひと）。

## 略歴
山形県立酒田東高等学校を経て、1971年、千葉大学工学部建築学科卒業。
一級建築士、技術士建設部門（都市及び地方計画）資格取得後、ランドスケープコンサルタントの株式会社LAU都市施設研究所（現：LAU公共施設研究所）設立。
造園コンサルタント、都市計画コンサルタント業務の傍ら小説を執筆し、短編『陽ざかりの棗（なつめ）』をオール讀物新人賞に応募。最終選考まで残るが、決選投票で山本一力著『蒼龍』に敗れる。
1999年、『超高層に懸かる月と、骨と』で第38回オール讀物推理小説新人賞を受賞。
2004年、第8回松本清張賞の候補作にも選ばれた『蒼火』を世に出すため執筆した続編『天明、彦十店始末』が、第11回松本清張賞の最終候補に。決選投票で山本兼一著『火天の城』に敗れるが、選考委員の大沢在昌と伊集院静の推薦により出版が決定し作家デビューを果たす。出版時に伊集院の案で『夏の椿』と改題。前日譚である『蒼火』も2005年に出版される。
2009年8月26日午後1時12分、胃がんにより死去。享年61。

## 受賞歴
太字は受賞
- 1997年：『陽ざかりの棗』で第77回オール讀物新人賞候補
- 1998年：『西新宿・骨と月と』で第5回松本清張賞候補
- 1999年：『超高層に懸かる月と、骨と』で第38回オール讀物推理小説新人賞受賞
- 2001年：『蒼火』で第8回松本清張賞候補
- 2004年：『天明、彦十店始末』で第11回松本清張賞候補
- 2007年：『蒼火』で第9回大藪春彦賞受賞
- 2008年：『月芝居』で第21回山本周五郎賞候補
- 2009年：『汐のなごり』で第140回直木三十五賞候補

## 作品リスト
- 夏の椿（2004年12月 文藝春秋 / 2008年1月 文春文庫）
- 蒼火（2005年11月 文藝春秋 / 2008年11月 文春文庫）
- 白疾風（2007年1月 文藝春秋 / 2010年1月 文春文庫）
- 月芝居（2007年12月 文藝春秋 / 2010年9月 文春文庫）
- 汐のなごり（2008年11月 徳間書店 / 2010年2月 徳間文庫）
  - 収録作品：海上神火 / 海羽山 / 木洩陽の雪 / 歳月の舟 / 塞道の神 / 合百の藤次
- 鳥かごの詩（2009年2月 小学館 / 2012年1月 小学館文庫）
- 火の闇 飴売り三左事件帖（2009年12月 徳間書店 / 2011年9月 徳間文庫）
- 夜明けの橋（2009年12月 新潮社 / 2012年5月 新潮文庫）
  - 収録作品：日照雨（そばえ） / 日本橋 / 梅花の下で / 与力 / 伊勢町三浦屋
- 花晒し 北重人遺稿集（2012年4月 文藝春秋 / 2014年11月 文春文庫）
  - 収録作品：秋の蝶 / 花晒し / 二つの鉢花 / 稲荷繁盛記 / 恋の柳